# Karl Hofstetter (Rechtswissenschafter)

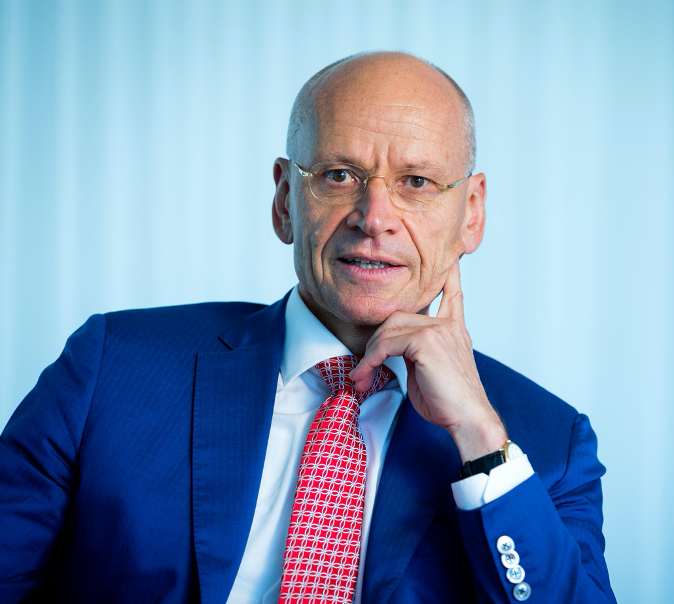
Karl Hofstetter, 2020

Karl Hofstetter (* 9. April 1956 in Luzern) ist ein internationaler Rechtswissenschafter und Wirtschaftsfachmann aus der Schweiz.

## Leben und wissenschaftliche Tätigkeit
Karl Hofstetter stammt aus Luzern. Er studierte Recht und Wirtschaft an der Universität Zürich, der Stanford University, der University of California, Los Angeles (UCLA) sowie an der Harvard University.
Karl Hofstetter doktorierte und habilitierte sich an der Universität Zürich. Er besitzt seit 1995 die venia legendi für Privat- und Wirtschaftsrecht und wurde im Jahr 2002 zum Titularprofessor ernannt. Es folgten Gastprofessuren an der Harvard Law School (2005, 2009 und 2013) sowie an der Fudan University in Shanghai (2007).
Die wissenschaftlichen Tätigkeiten von Karl Hofstetter betreffen in erster Linie das schweizerische und internationale Wirtschaftsrecht. Er ist anerkannter Experte im Bereich der Corporate Governance und war federführend am Erlass des Swiss Code of Best Practice for Corporate Governance im Jahr 2002 sowie dessen Revisionen in den Jahren 2007 und 2014 beteiligt.

## Praktische Tätigkeiten
Karl Hofstetter ist Rechtsanwalt in Meggen und besitzt das Zürcher sowie das New Yorker Anwaltspatent. Er ist Präsident der Kuoni und Hugentobler-Stiftung.
Karl Hofstetter war 25 Jahre Chefjurist (General Counsel) des Schindler-Konzerns und von 2006 bis 2018 Mitglied des Verwaltungsrats der Schindler Holding AG. Er war überdies Mitglied der Verwaltungsräte der ALSO Holding AG sowie der Venture Incubator AG. Er präsidierte von 2005 bis 2007 sowie von 2017 bis 2020 den Wirtschaftsverband Swissholdings und gehörte von 2006 bis 2020 dem Universitätsrat der Universität Luzern an.

## Publikationen (Auswahl)
- 2020, Compliance und Corporate Governance: Der realistische Umgang mit der Unternehmensverantwortung, in von Orelli et al., Compliance - Rechtliche und psychologische Aspekte, Tagungsband zum Symposium vom 12. April 2019 an der Universität Zürich.
- 2020, Neue Zürcher Zeitung (NZZ), KVI - Gegenvorschlag wird unterschätzt, 31. Aug. 2020, S. 7.
- 2019, Basler Kommentar zum Finanzmarktaufsichtsgesetz / Finanzmarktinfrastrukturgesetz (Hrsg. Watter/Bahar), Kommentierung zu Art. 135, 136 und 163 FinfraG (Mitautoren E. Schilter-Heuberger, Th. Brönnimann).
- 2019, Schweizerische Juristenzeitung (SJZ), Konzernverantwortungsinitiative und Geschäftsherrenhaftung, Heft 9/1. Mai 2019, S. 271–282.
- 2019, Neue Zürcher Zeitung (NZZ), Viel zu offene Haftungsgrundlagen, 17. Jan. 2019, S. 11.
- 2019, SSRN, Compliance, Compensation and Corporate Wrongdoing – Conclusions from a Roundtable at Harvard Law School of May 18, 2018 (Abstract).